# Albert Josef Vroland
Albert Josef Vroland (ibland stavat Joseph och Vraaland), född 1778 i Versailles, död 27 december 1846 i Lund, var en franskfödd språklärare samt språkmästare vid Lunds universitet.

## Biografi
Vroland föddes i Versailles år 1778, och följde en militär bana. 1808 var han sergeant vid ett franskt regemente, men emigrerade kort därefter till Sverige och var 1810 underofficer vid Konungens eget värvade regemente. Parallellt med detta försörjde han sig som lärare i franska och fäktning i Malmö. År 1830 blev han språkmästare vid Lund universitet, en post han dock lämnade år 1841 för att bli lärare vid Amiralitetsskolan i Karlskrona, där en präst antecknade "Catholik; bör omvändas" bredvid hans namn i en husförhörslängd. Han återvände emellertid till Lund, där han avled i december 1846.
Han var gift med Ulrika Katarina Krafft, och fick med henne två söner. Den förste sonen, Anton Constantin (1814–1851), studerade vid Lunds universitet, var medlem i Blekingska nationen, tog kameralexamen 1840 och slutade sina dagar som kammarskrivare vid amiralitetsbarnhuskassan. Hans yngre son, Carl Albert Axel Ferdinand (1822–1872), studerade  också vid Lunds universitet - men var till skillnad från sin äldre bror medlem i Skånska nationens 1:a avdelning - och blev språklärare i Karlskrona.